# Murakami Saburō
Saburō Murakami (japanisch 村上 三郎 Murakami Saburō; * 27. Juni 1925 in Kobe; † 11. Januar 1996 in Nishinomiya) war ein japanischer Künstler. Er gilt als eine zentrale Figur der japanischen Avantgarde und war maßgeblich an der Entwicklung der Performance-Kunst beteiligt. Saburo Murakami war Mitglied der Gutai Art Association, einer einflussreichen Künstlergruppe, die 1954 von Jirō Yoshihara gegründet wurde und durch radikale Experimente die Grenzen der Kunst herausforderte.

## Leben
Saburo Murakami studierte Philosophie an der Kwansei-Gakuin-Universität und schloss sich während dieser Zeit der Gengetsu-kai-Malgruppe an. Nach seinem Abschluss 1948 studierte er Kunst bei Hiroshi Kanbara und später bei Tsuguro Itō. 1952 gründete er mit Kazuo Shiraga und anderen die Zero-kai (Zero-Gruppe), eine Vorgängerbewegung der Gutai-Gruppe. Saburo Murakami trat 1955 der Gutai Art Association bei und wurde für seine kraftvollen und symbolträchtigen Paper-Breakthrough-Performances bekannt.
Nach der Auflösung der Gutai-Gruppe im Jahr 1972 setzte Murakami seine Experimente fort. In den 1970er Jahren schuf er eine Reihe konzeptioneller und interaktiver Werke wie Box (1971) und die Ausstellung Silence (1973). Diese Arbeiten reflektierten sein anhaltendes Interesse an der Beziehung zwischen Kunst, Raum und Betrachter.

## Werk
1955, als offizielles Gutai-Mitglied erregte er mit seinen Kami-Yaburi-Papier-Durchbruchs-Performances große Aufmerksamkeit. Bei diesen Aktionen durchbrach Saburo Murakami mit der Kraft seines Körpers große Papierbögen, die zwischen einem Rahmen gespannt waren, und zerriss dabei die siebartigen Objekte. Manchmal montierte er viele aufeinanderfolgende Paneele wie einen Tunnel, ein anderes Mal zerschlug er jeweils nur ein Blatt Papier. In Werken wie Entrance (1955) oder Passage (1956) schuf er so eine Synthese aus Malerei, Performance und Installation. Diese Werke stellten nicht nur die physischen Grenzen des Materials in Frage, sondern symbolisierten auch Transformation und das Durchbrechen von Konventionen. Während seiner Zeit bei Gutai experimentierte er auch mit kräftigen Farben, dicken Farbschichten und interaktiven Installationen. Einige seiner Werke, wie Flaking-Off Painting (1957), thematisierten Veränderung und Vergänglichkeit, indem sie sich über die Zeit physisch veränderten.

## Vermächtnis
Saburo Murakami blieb bis zu seinem Tod 1996 aktiv und gilt heute als Pionier der modernen Performance-Kunst. Seine Arbeiten werden weltweit in Museen und Galerien ausgestellt und weiterhin erforscht. Die transformative Natur seiner Werke inspirierte Generationen von Künstlern und trug wesentlich zur internationalen Anerkennung der japanischen Avantgarde bei.